# Пейдж (Небраска)
Пейдж (англ. Page) — селище (англ. village) в США, в окрузі Голт штату Небраска. Населення — 166 осіб (2010).

## Географія
Пейдж розташований за координатами 42°24′0″ пн. ш. 98°25′4″ зх. д. / 42.40000° пн. ш. 98.41778° зх. д. (42.400011, -98.417668).  За даними Бюро перепису населення США в 2010 році селище мало площу 0,63 км², уся площа — суходіл.

## Демографія
Згідно з переписом 2010 року, у селищі мешкало 166 осіб у 75 домогосподарствах у складі 49 родин. Густота населення становила 262 особи/км².  Було 92 помешкання (145/км²).
Расовий склад населення:
| - 98,2 % — білих - 1,2 % — корінних американців - 0,6 % — азіатів |

До двох чи більше рас належало 0,0 %. Частка іспаномовних становила 0,0 % від усіх жителів.
За віковим діапазоном населення розподілялося таким чином: 22,3 % — особи молодші 18 років, 55,4 % — особи у віці 18—64 років, 22,3 % — особи у віці 65 років та старші. Медіана віку мешканця становила 43,5 року. На 100 осіб жіночої статі у селищі припадало 102,4 чоловіків;  на 100 жінок у віці від 18 років та старших — 101,6 чоловіків також старших 18 років.
Середній дохід на одне домашнє господарство  становив 52 888 доларів США (медіана — 29 167), а середній дохід на одну сім'ю — 65 153 долари (медіана — 37 500). За межею бідності перебувало 34,9 % осіб, у тому числі 43,4 % дітей у віці до 18 років та 14,6 % осіб у віці 65 років та старших.
Цивільне працевлаштоване населення становило 94 особи. Основні галузі зайнятості: сільське господарство, лісництво, риболовля — 25,5 %, освіта, охорона здоров'я та соціальна допомога — 23,4 %, мистецтво, розваги та відпочинок — 19,1 %, роздрібна торгівля — 14,9 %.